# سیناپس فیلمز
سیناپس فیلمز (انگلیسی: Synapse Films) یک شرکت آمریکایی تولید دیسک بلوری و دی‌وی‌دی است که در سال ۱۹۹۷ بنیان‌گذاری شد و تخصصش در زمینهٔ فیلم‌های ترسناک، علمی-تخیلی و فیلم‌های بهره‌کشی است.
این شرکت فیلم‌های فراوانی را بر روی دی‌وی‌دی بازنشر کرده است از جمله نسخۀ بهبودیافتۀ پیروزی اراده و نسخۀ سانسورنشدۀ فیلم دلهره‌آور - فیلمی بی‌رحمانه که حاوی صحنه‌های خشن و هاردکور بود و در زمان انتشار بحث‌برانگیز شد.
در سال ۲۰۱۶، منتقد و نویسنده فیلم «میتلند مک‌دانا» بابت روایت تفسیری‌اش از فیلم ظلمت به کارگردانی داریو آرجنتو که بر روی دی‌وی‌دی این فیلم از شرکت سیناپس فیلمز منتشر شده بود، نامزد دریافت «جایزه فیلم‌های کلاسیک ترسناک راندو هاتون» شد.